# Rhaphidostegium cavifolium
Rhaphidostegium cavifolium là một loài Rêu trong họ Sematophyllaceae. Loài này được (Hook. f. & Wilson) A. Jaeger miêu tả khoa học đầu tiên năm 1878.